# لی فلپس
لی فلپس (انگلیسی: Lee Phelps؛ ‏ ۱۵ مهٔ ۱۸۹۳ – ۱۹ مارس ۱۹۵۳) بازیگر اهل ایالات متحده آمریکا بود.

## گزیدهٔ فیلم‌شناسی
- شلوار پوشاندن به فیلیپ
- آنا کریستی
- زن مطلقه
- چراغ‌های خطر
- قهرمان
- پالم اسپرینگز
- گلادیاتور
- دهه پرشور بیست
- خرابکار
- فریسکو جنی
- قبول می‌کنم
- سکویا
- سیاست